# Discoveryland
Discoveryland (traduction litt. « terre de découverte ») est une révision du principe des Tomorrowland des Royaumes enchantés de Disney présente dans le parc Disneyland.
Les deux principes de base de Discoveryland étaient tout d'abord d'en finir avec la nécessité de réactualiser régulièrement ses thèmes comme dans les autres Tomorrowland, et ce en présentant surtout des rêves d'avenir plutôt que des technologies qui devenaient vite obsolètes, et ensuite de rapprocher les idées futuristes américaines de leurs sources européennes, à savoir les grands inventeurs, explorateurs et visionnaires.

## Principe

Le globe marquant l'entrée de Discoveryland.

Il s'agissait de montrer un futur imaginé par des personnalités d'une époque révolue. Les Imagineers choisirent de rendre hommage à Léonard de Vinci, H. G. Wells et tout particulièrement à Jules Verne. L'architecture devait servir d'introduction aux attractions et plonger le visiteur dans les univers de ces visionnaires.
Ainsi, le décor n'était pas composé d'éléments futuristes, mais du début de l'ère industrielle du XIXe siècle. Le fer, la vapeur et l'électricité naissante ont été utilisés comme dans les œuvres de Verne : de nouveaux outils dans les mains de l'homme afin de braver la nature indomptable. Des rochers bruts et des geysers permettent de rappeler ce trait de la nature. Chaque attraction rendait hommage à des visionnaires précis. L'auteur de science-fiction Ray Bradbury a donné quelques conseils quant à l'atmosphère à développer.
Tim Delaney est le concepteur en chef du land.

## La composition du land

### Le futur au passé

Autopia.

La boutique Constellations.

Ce visage de Discoveryland a aujourd'hui disparu, d'où l'usage du passé dans certaines phrases.
La visite débutait avec Le Visionarium, une attraction située à l'entrée du land comme une introduction et qui évoquait le thème des voyages temporels au moyen d'un film à 360° (dont les acteurs étaient exclusivement européens). Un grand nombre de visionnaires étaient mentionnés et le visiteur pouvait même y « rencontrer » Jules Verne et H. G. Wells, auquel nous devons ce thème du voyage temporel. L'attraction proposait donc de remonter l'histoire de la science européenne et d'en admirer les réalisations à notre époque. Cependant, sa popularité s'estompant avec les années, elle ferme en septembre 2004.
Autre détail, le Visionarium était accompagné de la boutique Constellations décorée dans le style de Léonard de Vinci, ainsi que d'un restaurant, le Café des Visionnaires, exposant une immense fresque de Jules Verne entouré des engins qu'il a imaginés.
Ensuite, le visiteur pouvait entrer sur la place centrale dominée par l'Orbitron, un manège aux allures de système planétaire composé de sphères armillaires d'or, de bronze et de cuivre, dignes de Galilée et de Vinci. La citation « il sole non si muove » renforcer la filiation à ce dernier. Néanmoins, les navettes qui l'entourent ont un style plus proche des comics. À gauche de l'Orbitron, le théâtre Videopolis arbore un dirigeable nommé Hypérion, visible dans le film L'Île sur le toit du monde. À l'intérieur de ce théâtre, le restaurant est décoré comme un hangar pour dirigeables, censé être le rendez-vous des explorateurs. Une immense carte du monde représente toutes les destinations accessibles par la voie des cieux.
À droite de l'Orbitron se trouve Autopia, un circuit automobile directement issu de la tradition des parcs Disney, montrant des voitures de notre époque telles qu'elles étaient envisagées au début du XXe siècle. Il en va de même pour l'environnement autoroutier traversé.
Mais c'est au centre de Discoveryland que s'élève l'icône du lieu. Pour rendre hommage à Jules Verne, Space Mountain, qui est dans les autres parcs Disney une attraction à propos de la conquête spatiale au XXIe siècle, a été transformée pour accueillir l'atmosphère victorienne du roman De la Terre à la Lune. Le visiteur peut revivre l'excursion spatiale vernienne. De plus, le Nautilus du Capitaine Nemo est amarré dans un lagon voisin et l'on peut visiter le sous-marin imaginé par Jules Verne et reconstitué par Disney dans le film de 1954.
Là s'achèvent les éléments rétro-futuristes et victoriens dont l'esthétique remonte à l'origine en partie au projet d'extension de Disneyland du début des années 1980, nommé Discovery Bay qui aurait dû être localisé au nord des Rivers of America.

### Le futur au présent

Buzz Lightyear Laser Blast.

Star Tours : L'Aventure continue et le Starport.

Derrière Space Mountain se trouve une zone plus conforme au principe d'origine de Tomorrowland, c'est-à-dire à la science-fiction contemporaine, principalement selon la vision de George Lucas. De part et d'autre d'un bâtiment orné d'un satellite de communication (hébergeant une boutique technologiquement avancée) se trouvent des bâtiments à l'architecture inspirée des films de science-fiction des années 1980 et 1990.
À gauche, Star Tours montre la vision du futur d'aujourd'hui par les yeux de George Lucas et selon son œuvre cinématographique phare Star Wars. On vous invite à embarquer dans une navette en direction de diverses destinations de la saga cinématographique Star Wars. La première version de l'attraction emmenait les passagers vers la lune d'Endor. Le départ se fait depuis une sorte d'aéroport de l'espace, appelé spatioport, contrairement à Space Mountain qui a l'allure d'une gare de chemins de fer pour la lune. Directement après cette attraction, le visiteur découvre L'Astroport Services Interstellaires, une salle présentant des techniques de pointe avec lesquelles il peut interagir. Vers 2005, avec le retrait du sponsor d'IBM, cette salle a été transformée en arcade de jeux.
À droite, un théâtre accueille Captain EO de 1992 à 1997 avant d'être remplacé par Chérie, j'ai rétréci le public. En hommage à Michael Jackson, le film est diffusé du 12 juin 2010 au 12 avril 2015. Réalisé par George Lucas et Francis Ford Coppola, ce dernier possède un style proche de Star Wars.
À l'arrière de Discoveryland le restaurant Pizza Planet, en référence au restaurant que l'on voit dans le film Toy Story, est exploité entre 1996 et 2016.

## La nouvelle composition du land
La décision est prise aux alentours de 2005 de retirer de Discoveryland les attractions jugées impopulaires. Le Visionarium a donc fermé ses portes et Buzz Lightyear Laser Blast, une attraction à propos du héros de science-fiction de Toy Story, l'a remplacé en 2006 (tous les autres parcs Disney possédaient déjà cette attraction très populaire). En conséquence, la boutique Constellations mitoyenne a vu son style Léonard de Vinci remplacé par celui de la nouvelle attraction, et le Café des Visionnaires peu fréquenté a également subi diverses transformations (par exemple il fut renommé Arcade Omega pendant un temps pour accueillir des jeux vidéo), mais aujourd'hui il accueille le bureau des Passeports annuels tout en conservant son décor vernien.
L'autre grand changement fut de modifier le thème de Space Mountain pour le rendre plus moderne. La nouvelle version se devait d'emmener les voyageurs au-delà de la lune, dans une nouvelle aventure. La technologie présentée devait également passer du XIXe siècle au XXIe siècle, l'atmosphère Jules Verne devenant plus nuancée. Space Mountain : Mission 2 ouvre en 2005.
Néanmoins, ces modifications ont créé une controverse, surtout parmi les fans, car ce nouveau Discoveryland qui a évolué vers le plus moderne a tendance à effacer l'originalité du land par rapport aux autres Tomorrowland.

## Les attractions actuelles
- Autopia
- Buzz Lightyear Laser Blast
- Disneyland Railroad - Discoveryland Station
- Les Mystères du Nautilus
- Orbitron
- Star Wars : Hyperspace Mountain
- Star Tours : L'Aventure continue
- Videopolis Theatre
- Starport. Rencontre avec Dark Vador.
- Discoveryland Theatre

## Les anciennes attractions
- Le Visionarium (1992-2005)
- Space Mountain : De la Terre à la Lune (1995-2005)
- Space Mountain : Mission 2 (2005-2017)
- Star Tours (1992-2016)
- Captain Eo (1992-1997, 2010-2015)
- Chérie, j'ai rétréci le public (1999-2010)
- L'Astroport Services Interstellaires (1992-2005)
- Arcade Omega
- Arcades Alpha & Beta

## Galerie

Le Café Hypérion.
Le Discoveryland Theatre
La gare de Discoveryland du Disneyland Railroad
Star Wars : Hyperspace Mountain
Les Mystères du Nautilus
Orbitron
Le Videopolis Theatre
Sigle du projet Discovery Mountain

## Autres détails
Discovery Bay, l'idée qui a inspiré Discoveryland, a également inspiré Mysterious Island et Port Discovery à Tokyo DisneySea. Disneyland a aussi intégré en 1998 quelques de ses éléments rétrofuturistes à son Tomorrowland.
Ce qui aujourd'hui constitue le duo Space Mountain et Nautilus devait à l'origine appartenir à Discovery Mountain, un plus vaste ensemble d'attractions sur Jules Verne (relié à Videopolis par des tubes de verre dont on peut toujours voir les traces sur la façade tournée vers Space Mountain). Avec les difficultés financières du resort, une version plus traditionnelle a été choisie. Cependant, Space Mountain était censé être lui-même nommé Discovery Mountain pour souligner le fait que cette version était bien différente des précédentes. Le nom actuel a été adopté au dernier moment, d'où la présence encore aujourd'hui du logo « DM » à plusieurs endroits.
Plusieurs attractions ont été imaginées avant d'être écartées du projet avant l'ouverture du parc. Alien Encounter et une attraction sur le thème des robots ont été envisagées. Spark Gap Coaster est un parcours de montagnes russes dont l'emplacement désigné était la parcelle entre It's a Small World et Star Tours.
Deux bandes sonores distinctes ont animé le land. La première composée par David Tolly associe des thèmes victoriens, classiques et d'autres plus fantaisistes, le tempo étant réglé sur les mouvements de l'Orbitron à la façon d'une chorégraphie. La seconde rassemblait des thèmes de Krull, Les Aventures de Rocketeer ou de Columbus dont les compositions victoriennes s'adaptaient à Space Mountain, mais elle n'est plus diffusée depuis l'ouverture de Space Mountain : Mission 2.
Discoveryland ne possédait à l'ouverture aucune gare pour le Disneyland Railroad. En 1993, une gare est aménagée au-dessus de Star Tours et de Captain Eo, le style victorien du train ne brisant en rien celui du land.
Le souci du détail étant d'une importance cruciale, les Cast Members sont tenus de porter des costumes conçus par les Imagineers pour évoquer le style de Moebius et de Bilal.